# Maintenance, Repair and Operations
Maintenance, Repair and Operations (deutsch Wartung, Reparatur und Betrieb; abgekürzt MRO) ist der Anglizismus für die so genannten „indirekten Bedarfe“ in der Produktion eines Industriebetriebes. Dort werden traditionell von einer Werkzeugabteilung die verwendeten Werkzeuge in einer Werkzeugverwaltung dokumentiert, gelagert, ausgegeben und evtl. in Stand gesetzt.

## Allgemeines
Diese Bedarfsgüter gehen im Gegensatz zum Fertigungsmaterial nicht substantiell in die Produkte ein (Potenzialfaktoren): neben Instandhaltungsmaterial und Ersatzteilen sind dies insbesondere Betriebsstoffe und sonstige Prozessbedarfe wie schnell verschleißende Werkzeuge und Vorrichtungen. Typische Beispiele sind auch Büromaterial oder Hygienepapiere. Es handelt sich um Material, das nicht direkt in das Endprodukt eingeht oder weiterverkauft wird.
Im Einkauf unterscheiden sich MRO-Güter insbesondere in den Bestimmungsfaktoren und der Planbarkeit des Bedarfs sowie im zeitlichen Bedarfsverlauf. Bei einer großen Zahl an Bedarfspositionen hat ein Einzelbedarf meist nur ein relativ geringeres Volumen. Weiterhin handelt es sich in erheblichem Umfang um normierte Standardgüter, die in ähnlicher Form in mehreren Branchen benötigt werden. Bei MRO-Gütern kommt es deshalb wie bei C-Teilen auf eine effiziente Beschaffung an. Aufgrund ihrer Charakteristik eignen sich MRO-Güter in besonderem Maße für eine elektronische Beschaffung auf horizontalen elektronischen Marktplätzen.

## Wartungsarten
Die Hauptwartungsarten umfassen:
- Vorbeugende (geplante) Wartung (PM - preventive maintenance)

Mit dieser Strategie werden die Wartungsarbeiten an den Geräten bereits vor dem Ausfall planmäßig durchgeführt, sodass keine Ausfallzeiten der Geräte auftreten und die Anzahl der produzierten Produkte nicht sinkt.
- Vorausschauende (proaktive) Wartung (PdM - predictive maintenance)

Durch die Verwendung von Sensordaten zur Überwachung der Schlüsselparameter von einer Maschine oder von einem System kann der Status des Systems kontinuierlich bewertet werden. Dank der Analyse nicht nur aktueller Daten, sondern auch von Trends kann man eine Störung vorhersagen, bevor sie auftritt.
- Notfallbedienung (RM - reactive maintenance) oder „reaktive Wartungsstrategie“

In diesem Fall ist die Wartung der Anlage eine Reaktion auf deren Ausfall. In einigen Situationen kann diese Strategie zu indirekten Schäden führen.
- Wartung nach Anlagenzustand (CBM - condition based maintenance)

Dieser Begriff wird manchmal als Synonym für geplante Wartung verwendet. Bei der geplanten Wartung wird die Häufigkeit der Wartungsvorgänge jedoch im Voraus planmäßig festgelegt.
- Zuverlässigkeitswartung (RCM – reliability centered maintenance)

Als Zuverlässigkeitswartung bezeichnet sich der Prozess der Bestimmung eines minimalen Sicherheitsserviceniveaus.

## TPM-System
Das TPM-System (allgemeine Anlagenwartung) zielt darauf ab, die Grenze zwischen dem Betriebsdienst und dem Reparaturdienst zu verwischen, was die Einsatzeffizienz der Arbeitskräfte bei einer begrenzten Anzahl des technischen Personals erheblich erhöhen lässt.
Das Hauptziel des TPM-Systems ist die Erhöhung von OEE (Overall Equipment Efficiency bzw. Gesamtanlageneffektivität) für Betriebsanlagen. Die Berechnung von OEE erfolgt nach folgender Formel:
{\displaystyle {\text{ОЕЕ}}={\text{Verfügbarkeit}}\cdot {\text{Leistung}}\cdot {\text{Qualität}}}.
Das Ziel des TPM-Systems besteht darin, dass die Verlustursachen anhand von drei OEE-Faktoren identifiziert und beseitigt werden.
Das TPM-System ergibt sich aus drei Komponenten: Vorbeugende Wartung + Allgemeine Qualitätskontrolle + Einbeziehung aller Mitarbeiter. Für die Implementierung des TPM-Systems ist es daher wichtig, eine kontinuierliche Überwachung des Anlagenzustands zu organisieren sowie die Schulung der Selbstverwaltungsteams durchzuführen. Die Verwendung des TPM-Systems behebt die Schnellverschleißursachen durch Schaffung einer richtigen Umgebung zwischen dem Bedienpersonal und den Anlagen.